# Друзь, Пётр Антонович
Пётр Антонович Друзь (7 ноября 1918 — 7 января 1998) — передовик советской энергетики и электрификации, директор Беловской ГРЭС имени 50-летия Великого Октября Министерства энергетики и электрификации СССР, Кемеровская область, Герой Социалистического Труда (1976).

## Биография
Родился 7 ноября 1918 года в селе Нововязовское ныне Юрьевского района Днепропетровской области Украины в украинской семье. С 1933 по 1935 годы проходил обучение в индустриальном техникуме в городе Павлоград Днепропетровской области, а с 1935 по 1937 годы обучался в химико-механическом техникуме в городе Шостка Сумской области Украинской ССР (ныне – Украина). С 1937 года начал свою трудовую деятельность, был назначен начальником смены производства химкомбината имени Куйбышева в городе Воскресенске Московской области. С 1937 по 1939 годы проходил службу в Красной Армии в городе Чугуев Харьковской области Украинской ССР. 
С 1939 по 1940 годы работал начальником смены, а с 1940 по 1941 годы – начальником цеха химводоочистки, в 1941 году был назначен техническим руководителем водоснабжения. С 1941 по 1944 годы работал начальником цеха водосетей, с 1944 по 1946 годы трудился начальником водоснабжения завода № 392 Наркомата боеприпасов СССР (ныне – ФГУП «Производственное объединение «Прогресс») в городе Кемерово Новосибирской (с января 1943 года – Кемеровской) области. С 1944 года являлся членом ВКП(б)/КПСС. 
С 1946 по 1950 годы работал в должности заместителя секретаря парткома, с 1950 года работал в должности старшего механика производства, с 1950 по 1953 годы трудился начальником автотранспортного отдела, в 1953 году был назначен на должность начальника отдела капитального строительства завода № 392 Министерства вооружения СССР. С 1953 по 1958 годы выполнял обязанности председателя исполкома Кировского районного Совета депутатов трудящихся города Кемерово. В 1957 году завершил обучение во Всесоюзном заочном энергетическом институте.
С 1958 по 1960 годы работал вторым секретарём Кемеровского горкома КПСС. С 1960 по 1967 годы трудился в должности директора Новокемеровской ТЭЦ в городе Кемерово. С 1967 по 1988 годы работал в должности директора Беловской ГРЭС имени 50-летия Великого Октября в городе Белово Кемеровской области. Беловская ГРЭС во время руководства Друзя стала одной из лучших электростанцией страны, была кузницей высококвалифицированных кадров.
За выдающиеся производственные успехи, достигнутые в выполнении заданий девятой пятилетки, Указом Президиума Верховного Совета СССР от 18 марта 1976 года Друзю Александру Антоновичу было присвоено звание Героя Социалистического Труда с вручением ордена Ленина и золотой медали «Серп и Молот».
В 1988 году вышел на заслуженный отдых, являлся пенсионером союзного значения.
Народный депутат СССР (1989-1991). Также избирался депутатм Кемеровского области Совета депутатов трудящихся 19-го созыва (1985-1987), членом Кемеровского обкома профсоюза работников электростанций и электронно-технической промышленности, делегатом Мировой Энергетической конференции, председателем Беловского городского отделения Советского Фонда Мира.
Проживал в посёлке городского типа Инской Беловского городского округа Кемеровской области. Умер 7 января 1998 года.

## Награды
За трудовые успехи удостоен:
- золотая звезда «Серп и Молот» (18.03.1976)
- орден Ленина (18.03.1976)
- Орден Октябрьской Революции (20.04.1971)
- Медаль «За доблестный труд в Великой Отечественной войне 1941—1945 гг.»
- Медаль «За освоение целинных земель»
- другие медали.
- знак «Отличник энергетики и электрификации СССР»,
- медаль «За особый вклад в развитие Кузбасса» 1-й степени